# كلايف وايت
كلايف وايت (بالإنجليزية: Clive White)‏ هو لاعب بولينغ أسترالي، ولد في 30 مايو 1928.